# Німенко Дмитро Леонідович
Дмитро Леонідович Німенко (1 травня 1988, м. Київ, СРСР) — український хокеїст, правий нападник. Виступає у французькій лізі Магнус за «Бріасон».
Виступав за «Гомель-2», ХК «Гомель», «Сокіл-2» (Київ), «Сокіл» (Київ), «Казахмис» (Сатпаєв), «Донбас-2» (Донецьк), «Компаньйон», «Беркут» (Київ), ХК Кривбас (Кривий Ріг). 
У складі національної збірної України учасник чемпіонатів світу 2010 (дивізіон I) і 2011 (дивізіон I). У складі молодіжної збірної України учасник чемпіонатів світу 2006 (дивізіон I), 2007 (дивізіон I) і 2008 (дивізіон I). У складі юніорської збірної України учасник чемпіонату світу 2006 (дивізіон I). 
Досягнення
- Чемпіон Білорусі у вищій лізі (2006, 2007)
- Чемпіон України (2009, 2022)